# Črna vas
Črna vas este o localitate din comuna Ljubljana, Slovenia, cu o populație de 600 de locuitori.